# Vindecarea celor doi orbi din Galileea

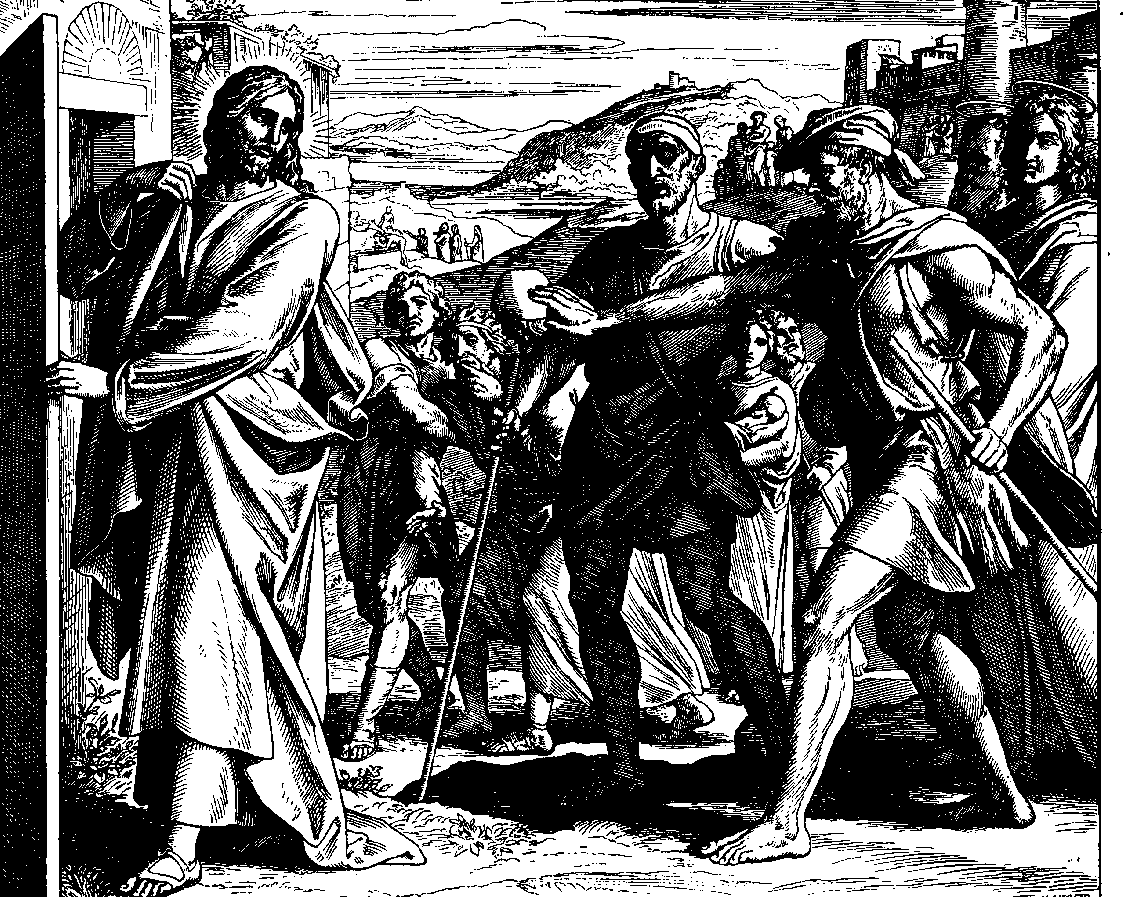
Cristos şi cei doi orbi de Julius Schnorr, sec. al XIX-lea

Vindecarea celor doi orbi din Galileea este una din minunile lui Iisus, consemnată doar în Evanghelia după Matei (9:27-31), imediat după minunea învierii fiicei lui Iair.
În conformitate cu Evanghelia după Matei, pe când Iisus își continua drumul după învierea fiicei lui Iair, doi orbi se țineau după el, strigându-i: "Miluiește-ne pe noi, Fiule al lui David!".
Când el a intrat în casă, orbii au mers după el, iar el i-a întrebat:
"Credeți că eu pot să fac aceasta?"
"Da, Doamne!", i-au răspuns ei.
Atunci el le-a atins ochii și a spus:
"După credința voastră, fie vouă!";
și imediat le-a revenit acestora vederea. Iisus le-a poruncit cu asprime: "Vedeți ca nimeni să nu știe." Dar ei au ieșit din casă și au răspândit vestea despre el în tot ținutul.